# Rancho San Diego, Kalifornien
Rancho San Diego är en ort (CDP) i San Diego County, i delstaten Kalifornien, USA. Enligt United States Census Bureau har orten en folkmängd på 21 208 invånare (2010) och en landarea på 22,5 km².